# Логовское сельское поселение (Иловлинский район)
Логовское сельское поселение — сельское поселение в Иловлинском районе Волгоградской области.
Административный центр — село Лог.

## Население
| 2010  | 2012  | 2013  | 2014  | 2015  | 2016  | 2017  |
| ----- | ----- | ----- | ----- | ----- | ----- | ----- |
| 3929  | ↗3943 | ↗3984 | ↗4017 | ↗4043 | ↘4000 | ↘3962 |
| 2018  | 2019  | 2020  | 2021  |       |       |       |
| ↘3889 | ↘3833 | ↘3778 | ↗3842 |       |       |       |

## Состав сельского поселения
| № | Населённый пункт | Тип населённого пункта       | Население |
| - | ---------------- | ---------------------------- | --------- |
| 1 | Вилтов           | хутор                        | 178       |
| 2 | Голенский        | хутор                        | 1         |
| 3 | Лог              | село, административный центр | ↘3687     |
| 4 | Трактирский      | хутор                        | 2         |

## Местное самоуправление
Глава поселения
- Богданов Сергей Петрович